# Daisy Johnsonová
Daisy Johnsonová, také známá jako Quake, je fiktivní postava, která se objevuje v komiksech společnosti Marvel Comics. Postava, kterou vytvořil Brian Michael Bendis a umělec Gabriele Dell'Otto, se poprvé objevila v komiksu Secret War #2 (červenec 2004). Je tajnou agentkou zpravodajské organizace S.H.I.E.L.D. se schopností ovládat vibrace.
Daisy Johnsonová se také objevila jako jedna z hlavních postav v seriálu Agenti S.H.I.E.L.D., prvním televizním seriálu v Marvel Cinematic Universe. Hrála ji herečka Chloe Bennet. Ze začátku seriálu byla známá jako Skye. V druhé řadě seriálu se z ní stal Inhuman. Tato přeměna se později ukázala i v komiksech. 

## Fiktivní biografie (seriál)
Daisy Johnsonová se narodila v Číně, biochemikovi Calvinu Johnsonovi, též známému jako superpadouch Mr. Hyde, a jeho inhumanské manželce Jiaying, ale brzy se dostala do rukou agentů S.H.I.E.L.D.u, kteří jí předali do sirotčince, kde byla vychována jeptiškami. Pod jménem Skye se stala zručnou hackerkou-aktivistkou, která se stavěla proti organizacím jako S.H.I.E.L.D. Díky tomu se potkala s Philem Coulsonem, který se rozhodl ji naverbovat, a následně ji nechal vycvičit Grantem Wardem, později Melindou Mayovou, aby byla vynikající terénní agentkou i bez svých latentních inhumanských schopností.
Po znovushledání se svým otcem se Skye rozhodne jej zapudit, protože si je vědoma toho, že je zločinec a vrah. Jeho přání, aby naplnila svůj osud tím, že v sobě aktivuje své latentní inhumanské schopnosti, se však naplní, když neúmyslně přijde do kontaktu s inhumanským mutagenem znamým jako Terrigen Mist, díky čemuž získá schopnost kontrolovat vibrace. Skye se brzy setká s Jiaying, která pomáhá Skye ovládnout její schopnosti. Když však Jiaying zahájí válku proti S.H.I.E.L.D.u, Skye musí učinit těžké rozhodnutí, na kterou stranu se přidat. Když si uvědomí, že byla matkou zmanipulována, pomůže S.H.I.E.L.D.u zvítězit.
Od třetí série používá své rodné jméno Daisy Johnsonová a stojí v čele S.H.I.E.L.D. týmu složeného z Inhumans, operujícího pod názvem Secret Warriors. Poté, co je propojena s Hivem a sleduje, jak se pro ni obětuje Lincoln Campbell, s nímž si vytvořila romantický vztah, se rozhodne opustit S.H.I.E.L.D. a stane se pod přezdívkou Quake osamělou bojovnicí proti zločinu. Do S.H.I.E.L.D.u se však opět vrací v páté sérii, po boji s Elim Morrowem, aby zachránila zbytek týmu z Frameworku.
Zatímco cestuje časem, aby zabránila Chronicomům měnit historii v sedmé sérii, naváže vztah s agentem Danielem Sousou. Nedlouho nato zjistí, že měla nevlastní sestru Koru, která v hlavní časové ose zmeřela. Daisy vyhledá a zachrání alternativní verzi Kory a přejde s ní i Sousou do hlavní časové linie, kde porazí Chronicomy. Rok poté jsou Daisy, Sousa a Kora vysláni na zkoumání vesmíru.

## Fiktivní biografie (komiks)
Daisy Johnsonová je nadlidská bytost se seizmickými schopnostmi, nelegitimní dcera Calvina Zaba, superpadoucha známého jako Mister Hyde. Přijal ji S.H.I.E.L.D., kde je pod pečlivým dohledem ředitele Nicka Furyho, a to i po jejím zběhnutí z agentury během událostí série Secret Wars. Samotná Daisy byla účastníkem tohoto incidentu, kde Fury použil triky, lži a přímé vymývání mozků, aby sestavil tým superhrdinů, kteří by svrhli legitimní vládu Latverie. Toto později vyústí v teroristický útok na americké půdě; Daisy je ta, kdo zničí kyborgskou vůdkyni teroristů. Je kromě Furyho a Black Widow jediným dalším známým agentem, který je držitelem bezpečnostní prověrky S.H.I.E.L.D.u nejvyšší úrovně 10.
Ve své nejviditelnější akci pomohla Johnsonová porazit mocného vůdce mutantů Magneta vyvoláním vibrací v jeho mozku, díky nimž ztratil vědomí. Toto se odehrálo během třístranné konfrontace mezi X-Meny, Avengers a Collectivem - mocnou bytostí nesoucí tisíce mutantních energetických znaků. Daisy uvádí, že kdyby se měla připojit k Avengers, přijala by přezdívku Quake.
Poté, co se Avengers rozpadnou kvůli událostem v Civil War, je viděna ve společnosti přestrojeného Nicka Furyho, který jí dává příkazy k náboru potomků různých padouchů a hrdinů, kteří by mu pomohli bojovat se Skrully při jejich tajné invazi. Daisy přijme jméno Quake a s ostatními zaútočí na Skrully při finální bitvě na Manhattanu. Tým se stává součástí Secret Warriors, přičemž Daisy působí jako velitel.
Při vyšetřování útěku Normana Osborna z Raftu je Johnsonová povolána Captainem Americou do Avengers. Má za úkol zjistit, jak se mohl Osborn objevit prostřednictvím hologramu uprostřed údajně zabezpečené tiskové konference. Poté, co zjistí, že Avengers byli zajati Hydrou, zorganizuje jejich záchranu. Daisy přebírá funkci ředitele S.H.I.E.L.D.u, když Nick Fury odejde do důchodu a jeho syn se připojí jako agent. Maria Hillová je úřadující ředitelkou S.H.I.E.L.D.u, zatímco Johnsonová je stále považována za ředitelku S.H.I.E.L.D.u. Její velení je na neurčito pozastaveno poté, co nechá provést neschválenou operaci, jejímž cílem je zavraždit Andrewa Forsona, Nejvyššího vědce a vůdce údajně legitimní utopie na AIM Islandu. Hillová je povýšena na ředitelku místo ní.